# 게이세이 전철 AE형 전동차 (1972년 도입)
게이세이 전철 AE형 전동차(일본어: 京成AE形電車 (初代))는 게이세이 전철에 재적하고 있던 특급형 전동차이다. 1972년 3월부터 1978년 11월 사이에 6량 편성 7개 총 42량이 제조되었으며, 1973년부터 1993년까지 '스카이라이너' 등의 유료 특급 전용 차량으로 운행되고 있었다. 제17회(1974년) 철도 친우회 블루리본상을 수상했다.
게이세이 전철의 정식 형식 명칭은 'AE차'이다, 이 항목에서는 'AE형'이라 표기한다. AE형 형식 이름은 원점 회귀의 마음을 담아 2010년 운용을 시작했던 신형 '스카이라이너' 차량에 주어져있다.

## 개요
1973년 봄에 예정된 신도쿄 국제공항(현 나리타 국제공항)의 개항에 맞춰 일본 최초의 공항 연락 특급 전용 차량으로 1972년에 6량 5편성 30량이 도큐 차량 제조 및 닛폰 차량 제조, 그 후 신도쿄 국제공항 개항 전의 1977년 6량 1편성과 개항 후 1978년에 6량 1편성이 도큐 차량에서 각각 제작되었다.

## 제조 과정
1966년 각의 결정으로 신도쿄 국제공항 건설 계획 시동 이후 도쿄 도심에서 약 70km 떨어진 나리타와 도심부를 잇는 교통 기관에 대해 국가의 기본 방침은 도로 교통을 주축으로 삼아 히가시간토 자동차도를 건설하여 이를 이용해 리무진 버스를 운행하고 철도는 일본국유철도(국철)가 건설을 계획했던 나리타 신칸센을 기본으로 국철 나리타선을 보조적으로 병용하기로 결정했다.
이 시점에서 국철 나리타선과 마찬가지로 도심에서 나리타시까지 연결하는 기설 철도선으로 게이세이 우에노 역과 게이세이 나리타를 잇는 게이세이 전철 본선이 존재했다. 하지만 해당 노선은 원래 궤도 조례에 근거해 특허에 의해 건설된 것으로 선형이 낫다고 말할 수 없고 또한 대피선 등의 각종 지상 설비도 충분하다고는 말하기 어려운 상황이었다. 그래서 당초 계획에서는 신공항에 접근하기 위한 교통 기관으로서 게이세이 전철의 존재가 고려되는 것은 거의 없었다. 거기에 게이세이 전철은 자사 영업권 내에서 여객 수요 증가를 기대할 수 있는 이 호기에 자기 자본으로 게이세이 나리타에서 신공항까지의 연장선 건설과 전용 차량에 의해 공항 특급의 운행을 계획하였다.
하지만 공항의 건설 주체인 신도쿄 국제공항 공단(현 나리타 국제공항 주식회사)은 이러한 게이세이 전철의 노선 건설 계획에 대해 매우 냉담하게 반응했다. 공항 터미널 빌딩(현 제1터미널 빌딩 지하의 가장 편리성 높은 지점을 나리타 신칸센의 역 시설(가칭 A역)에 배당하는 한편 게이세이 전철측에서의 이 빌딩 지하로의 노선 연장 요청은 기각한 것이다. 이 때문에 게이세이 전철은 차선책으로 건설 계획에 있던 제1·제2 2개의 터미널 빌딩 중간 지점의 지하에 나리타 공항역(현 히가시나리타 역)을 건설하고 약 1km 떨어진 터미널 빌딩과의 연락을 버스에 의해 실시하기로 했다.
이처럼 게이세이 전철에게 역풍이 부는 상황이었지만 이 회사는 자사 노선에서 운행하는 공항 특급에 대해 게이세이 우에노-나리타 공항을 60분으로 운행하는 것을 지상 과제의 하나로 내걸고 계획을 적극 추진했다.
당시의 게이세이 전철 본선은 그 곳에 궤도에서 유래한 급곡선이 위치하여 최고 속도의 향상은 어려웠다. 신공항 연장선 건설 직전 단계에서 게이세이 전철 본선의 속달 열차 최고 기록은 1951년에 실시된 가선 전압의 직류 1,500V로의 승압 후 게이세이 우에노-게이세이 나리타 간 61.2km를 마크하고 있던 특급 '개운'호에 의한 논스톱 60분 운전이었다. 하지만 신공항 개항 이후 노선 연장은 게이세이 나리타-나리타 공항간 영업 킬로 수 7.1km가 가산됨에 따라 게이세이 우에노-나리타 공항을 소요시간 60분에 연결하는 줄잡아도 당시의 특급 열차 1할의 소요 시간 단축이 필요했다.
거기에서 게이세이 전철 기술진은 소요 시간 단축 방안으로 곡선 통과 속도에 대해 제한 속도를 최대한 활용하는 수단을 선택했다. 차량 제어기에 정속 운전 기능을 부여함으로써 제한 속도 상한 최대한의 속도의 효율적인 운전을 가능하게 한 것이었다. 또한 한편 공항 특급 운행 구간의 곡선 부분에 대해 용지에서 허락하는 한 곡선을 개량하여 곡선 통과 속도 자체를 끌어올리고 더 나아가 캔트를 가능한 정도로 높이는 것이었고 급곡선을 고속 통과할 때 승객에게 주어지는 과대한 원심력을 상쇄, 승차감 개선을 도모하는 방안이 강구되었다. 또한 운행에서 소요 시간 단축을 위해 게이세이 나리타를 거쳐 게이세이 우에노-나리타 공항을 논스톱 운행하는 것은 나리타 산 신죠지 참배객 수송을 그 창업 목적으로 했던 게이세이 전철의 역사에서 보면 과감한 결단이 열린 것이었다.
게이세이 전철의 독자적 프로젝트로 시작한 이 회사의 공항 특급 계획이었으나 나리타 신칸센이 기공한 1971년경부터 주위의 상황이 급변하기 시작했다.
당초 도쿄-나리타 공항 65 km 구간을 약 30분에 연결하는 계획으로 정부가 신공항 접근 철도의 주인공으로 삼던 나리타 신칸센은 기공에 성공했지만 연선 주민 반대 운동 등에 의해 그 건설 계획의 실현 전망이 전혀 없는 상황에 몰렸다. 더 나아가 도로 교통도 히가시 간토 자동차도와 접속하는 게이요 도로의 체증으로 리무진 버스의 정시성 확보가 곤란시되게 되었다.
즉 기공 후의 정세 변화에 따라 당초 국가가 계획·기대했던 각종 접근 교통 기관의 실현과 운용이 어려워져 그 대안이 필요하게 되면서 당초 전혀 돌아보기조차 하지 않었던 국가나 연선 자치체 등이 바로 힘을 실어준 것처럼 게이세이 전철의 계획에 기대나 관심을 보이게 되고 회사에 다양한 요청이 열리게 된 것이었다.
그리하여 주위의 상황이 급속히 변화하는 가운데 본 형식은 신도쿄 국제공항 개항 일정에 맞춰 설계·제조가 실시되었다.

## 차체
게이세이 전철 표준의 18m급 전 용접 구조 강철 차체이다.
운전대부는 'く'의 모양 기울기가 있는 유선형으로 측면 창은 복층 유리에 의한 고정 창, 승객용 출입문은 750 mm 폭의 2장 경첩을 각 차량의 측면 1개소씩 설치한다. 일본 국외에서 국빈의 이용을 상정하여 선두차에는 방탄 유리가 채용되었다.
계획 초기 디자인은 "공항 특급에 걸맞은 속도의 이미지"라고 하여 항공기를 본뜬 유선형으로, 운전대도 코크핏을 본뜬 것으로 알려져 있었으나, 그 후 현실적인 검토가 거듭된 디자인으로 변화했다. 창 밑 애칭 표시기 밑에 게이세이 전철에서는 처음으로 스테인리스제의 배장기(스커트)를 설치했다.
차체 도장은 1600형의 특급 시대를 방불케 하는 크림과 마룬의 세련된 투톤 컬러이며, 도장 분할은 창 주변과 막 판상부, 거기에 차체 하부를 마룬, 요판부 등을 크림으로 했다.
냉방 장치는 분산식의 미쓰비시 CU-15 또는 CU-15A(모두 냉방 용량 8,500 kcal/h)을 각 차량당 3기씩 지붕에 탑재했다.
실내는 칸막이 면을 티크나무, 측면을 옐로 크림의 체크 무늬 데코로 했으며 천장은 평천장 구조, 스폿 타입의 냉방 토출구를 갖추었다. 좌석은 전환 크로스시트에 표지는 레더 천으로 전체적 차분한 분위기다. 덧붙여 바닥과 좌석에 대해서는 배색이 담당 업체마다 달라 도큐 차량 제조 제품들이 푸른색 계통, 닛폰 차량제조 제품들이 갈색 계통이다.
'개운호'용 특급 차량과 마찬가지로 화장실·세면소를 설치했으나 소요 시간 60분으로 비교적 단거리 운행이었기에 설치는 차량 번호 아래 한 자릿수가 '3'이 되는 중간 전동차의 게이세이우에노 방면 차량 단부 1개소만 설치되었다.
차내 방송에는 테이프식 자동 방송 장치가 채용되었다.

## 주요 기기
전동차는 2량 단위로 기기를 집약 분산 탑재하는 유닛 방식(MM'방식)을 채용하고 유닛을 구성하는 전동차 2량 가운데 나리타 공항 근처의 차량을 M1, 게이세이 우에노 방면의 차량을 M2로 구분한다.

### 제어기
게이세이 전철에서는 최초 채용으로 계자 초퍼 제어 기능을 갖춘 전동 캠축 제어기인 도요 전기 제조 ES-766-A-M(ACRF-H8140-766-A-M) 또는 ES-766-A1-M(ACRF-H8140-766-A1-M)을 M1에 탑재한다. 저항 제어단의 회로 구성은 병렬 제어로만 구성되어 있으며 직접 병렬 및 직렬 제어단을 갖추고 있지 않다.
이 제어기는 계자 초퍼 제어기에 의한 복권 전동기의 분권 계자 제어로 회생제동 기능 병용으로 50 km/h 이상의 속도에서는 주간 제어기의 노치에서 지시하는 임의의 속도를 유지한 채 주행 가능한 정속 주행 기능을 갖추고 있다. 이에 따라 승무원은 곡선 구간의 번잡한 역행·제동 조작으로부터 해방되었으며 또한 승무원의 역행 타이밍 지연에 따른 시간 낭비의 감소가 실현되었다.
덧붙여 본 형식의 회생제동은 3600형 등 이후 제작된 통근형 전동차와 비교하여 그 종료 속도가 높고 45 km/h에서 회생 실효가 발생한다. 또한 55 km/h 이하에서 제동했을 때도 마찬가지이다. 그러므로 본 형식은 그 이하의 속도 영역에서는 공기제동을 병용하게 되는데, 정차 역수가 적은 특급 열차에 충당되어 실제로는 45 km/h 이하의 속도 영역을 사용할 기회는 적고, 특급 차량 시절 특히 문제가 되었던 일은 없이 끝났다.

### 주전동기
주전동기는 계자 초퍼 제어로 직류 복권 정류자식 전동기인 도요 전기 제조 TDK8500-A(1시간 정격 출력 140 kW)를 동력차의 1대차 2기씩으로 총 4기 탑재한다.
기어비는 84:16으로 구동 장치는 WN 드라이브, 기동 가속도는 2.5 km/h/s, 설정 최고 속도는 115 km/h, 영업 최고 속도 105 km/h이다.

### 대차
대차는 평행으로 배치된 2장의 겹판 스프링을 액슬 박스의 안내에 사용하는 S형 민덴 대차이며, 다이렉트 마운트 공기 스프링 대차인 스미토모 금속 공업 FS383(동력차용)·FS083(제어차용)을 탑재한다.
대차 프레임은 제1-제5편성까지 것은 일체 주강품산이지만, 제6·제7편성의 것에 대해서는 3500형의 FS389·FS089와 마찬가지로 강판 프레스재 용접 조립 구조로 변형되고 있다. 다만 형식은 변하지 않았다.
제동 장치는 동력차용 FS383이 양동침식 답면 제동, 제어차용 FS083이 차륜 사이에 로터를 마련한 디스크 제동이다.

### 제동
공기 제동은 전전기 지령식을 게이세이 전철에서는 첫 채용하여 동력차가 회생제동 연동형의 미쓰비시 MBS-R, 제어차는 회생베존 연동 기능이 없는 미쓰비시 MBS로 모두 상용 5단+비상 6단으로 구성되어 있다.
또한 이 전기지령식 제동과는 별도로 보안 제동으로 직통 예비 제동이 다른 계통에서 인통되고 있다.

### 집전 장치
M1에 2기씩 도요 전기 제조의 PT-4804형 하부교차식 팬터그래프를 탑재한다.

### 보조 기기
공기 압축기(CP)는 M2에 대용량 2단 압축형의 C-2000M을 탑재한다.
냉방 장치 등의 서비스 기기 전원인 전동 발전기(MG)는 Tc에 용량 110 kVA의 도시바 CLG-350C를 탑재한다.

## 운용

### 등장에서 공항 특급 운용 개시까지
본 형식은 등장 당초부터 각종 사회 정세의 변화에 농락된 것으로 알려졌다.
'스카이라이너'라는 공항 특급의 명칭 및 AE형 차량의 애칭은 공모에 의해 1972년에는 결정했지만, 1973년 봄 개항이 예정되었던 공항은 현지 주민 반대 및 과격파 문제 등으로 개항이 연기되었다. 본 형식도 완성된 뒤 1973년 2월부터 신선 구간에서 시운전을 시작했 신선 구간의 교량에 시한 폭탄이 설치되었기 때문에 시운전도 중단되었다는데 신선 구간의 교량에 시한 폭탄이 설치되었기 때문에 시운전도 중단되었으며신선 구간의 교량에 시한 폭탄이 설치되었기 때문에 시운전도 중단되었다 이로 인해 약 1년 반 정도 비를 맞게 내버려 두는 쓰라림에 있었다신선 구간의 교량에 시한 폭탄이 설치되었기 때문에 시운전도 중단되었다. 1973년 12월 30일부터 애칭 표시기에 '특급'을 표시하고 게이세이 우에노-게이세이 나리타간 직행 특급으로 잠정적으로 하루 1왕복, 다음 1974년 12월 16일부터는 증편되어 3왕복 운행되게 된다. 이 잠정 사용에 대해서는 당시의 운수성이 좀처럼 인정하지 않고 당시 운수부 운전 과장이었던 후지이 코지 등 게이세이 관계자가 자신의 상황을 호소하고 겨우 인정된 것이었다.
이후 개항이 1978년 3월 30일로 결정되어 다시 신선 구간에서 시운전을 개시했지만, 공항 관제탑 습격으로 인한 개항은 연기되었다신선 구간의 교량에 시한 폭탄이 설치되었기 때문에 시운전도 중단되었다. 게다가 공항 개항 직전인 5월 5일 새벽 건설에 반대하는 과격파에 의해 게이세이 스카이라이너 차량 방화 사건이 발생했다. 소고 차량기지에 유치 중인 제3편성이 피해를 입고 그 중에서도 AE29는 전소되었다. 이 때문에 당시 도큐 차량 제조에서 제7편성용으로 제작한 차체 구체를 급히 전용하여 2대째 AE29로 복구시켰다. 또한 이 때에는 제3편성의 다른 점도 피해를 입었으나 이들은 피해의 정도가 가벼워 그대로 복구되었다.
1978년 5월 20일 신도쿄 국제공항은 예정보다 약 6년 늦게 개항했다. 본 형식은 개항 다음날보다 본래의 공항 특급 '스카이라이너'로서 운용을 개시했다. 그러나 도쿄 도내에서 탑승 수속이 가능한 것을 제외하면 환승 없는 리무진 버스에 비해 나리타 공항역에서 버스를 갈아타야 하는 '스카이라이너'의 승차율은 침체였으며, "스카이라이너는 어느 무엇도 칼칼하다"로 불리는 상태였다.

### 6량 편성 시대의 동향

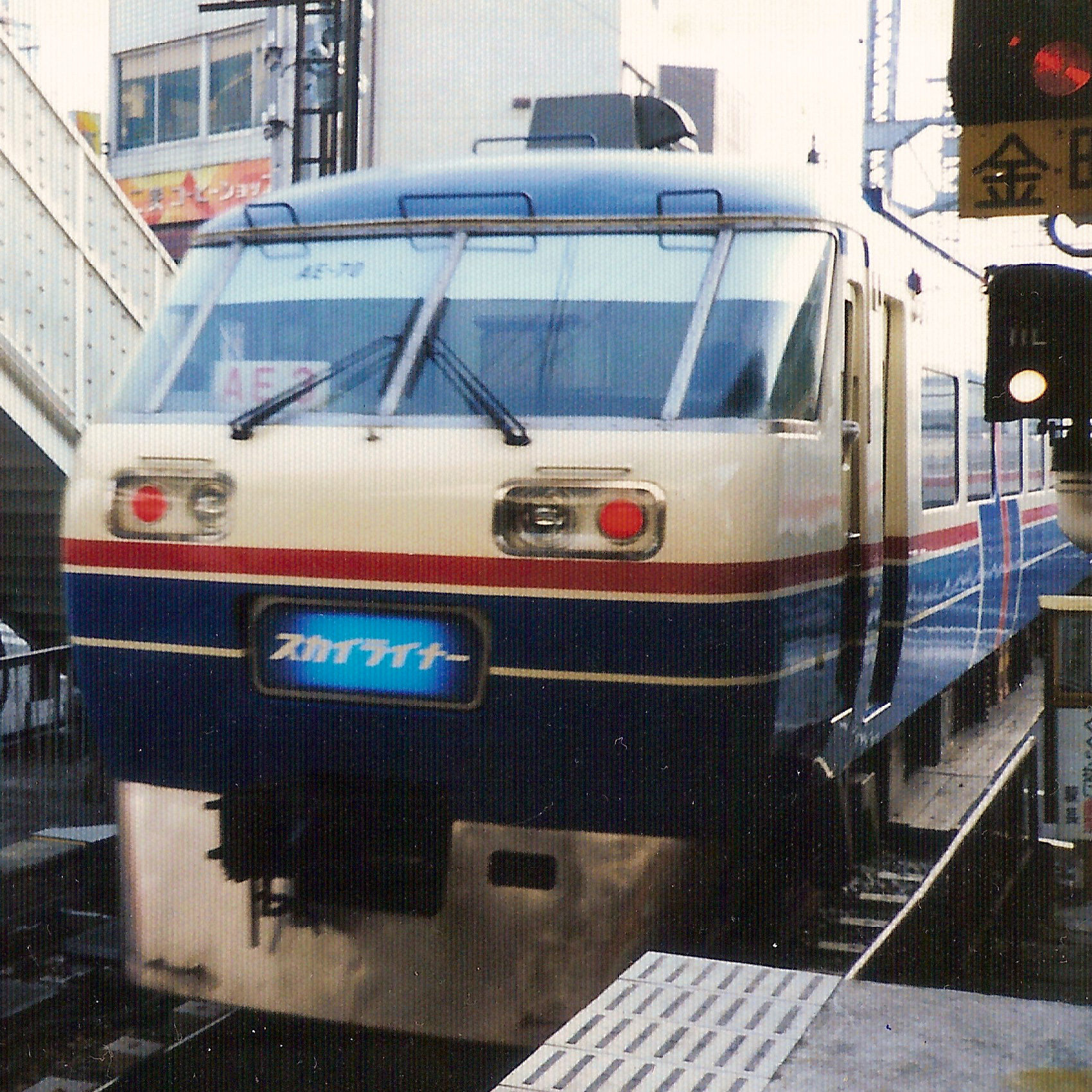
마지막 게이세이 AE형 신도장(1992년 4월 게이세이 다카사고 역)

1978년 수하물 공간을 확대하여 이에 따른 각 차량의 4석분을 철거하면서 정원이 감소했다. 시트 천도 가죽에서 모켓으로 변경됐다.
1983년 10월 1일의 다이아 개정으로 부진한 '스카이라이너'는 운행이 감축되었으며 상행 열차에 대해서는 닛포리 정차가 개시되었다. 이 때 이미지 제고를 위해 1983년 9월 제7편성부터 차체 도장을 글로벌 흰색으로 미래 블루와 휴먼 레드 줄무늬를 넣은 형태로 순차적으로의 변경을 시작했다. 이 작업은 1984년 10월에 제4편성을 끝으로 마무리되었다.
1986년에는 3호차에 NTT 공중전화를 설치했다.
1987년 전후로 와이퍼의 구조를 상향 회전형에서 아래쪽 회전형으로 변경했다.
1988년 2월부터 1989년 1월까지 좌석을 자동 전환 장치가 달린 리크라이닝식 회전 크로스시트로 변경했다. 좌석 표지는 블루에 그린 레드라인 무늬의 참신한 것으로 되었다.
1985년 시점에서는 1990년대초에 차체 갱신을 실시할 계획도 존재하고 있었지만, 공항 터미널 빌딩 직하(현 나리타 공항역)로의 노선을 개설하고 그에 따른 후계 차량(현재의 AE100형)을 신제하는 것이 1987년도 내에 구체화되면서 무산되었다.

### 8량 고정 편성화
1991년 3월 공항 터미널 빌딩 직하로의 연장 운행 시작에 대비하여 '스카이라이너'는 1990년 7월 7일부터 전 열차를 8량 편성으로 운용하게 되었다. 운용 수는 여전히 필요 편성 수가 7개 뿐이어서 부족한 2편성을 보완하기 위해 1990년 6월에 신형 특급 차량인 AE100형 8량 편성 2개를 신제하고, 그 해 6월 중순부터 7월 말까지 본 형식을 6량 고정 편성 7개에서 8량 고정 편성 5개로 증비하기로 했다. 본 형식의 조성 변경 작업이 실시되고 있던 과도기에는 6량 편성과 8량 편성이 혼용되기 때문에 특별 열차 운행도 편성되었다.
조성 변경은 제3·제4편성을 해체, 중간 동력차 2량 유닛을 다른 4편성에 1유닛씩 삽입하여 부족한 2량에 대해서는 제4편성 제어차인 AE31·AE40을 다이에이 차량에서 중간 동력차인 AE64(M1)·AE65(M2)로 개조했으며 이들을 나머지 제7편성에 삽입했다.
AE31·AE40 개조 내역은 다음과 같다.
- AE31에 대해서는 차체의 방향을 기존과는 반대로 방향을 전환.
- 예전 운전실 부분은 절단하고 다른 중간차와 비슷한 형태의 구체를 신규 제작하여 남은 기존 구체와 결합.
- 제어기·주전동기는 본 형식의 기존 동력차에 탑재되는 것과 동일한 제품 번호의 것을 신제.
- 대차는 FS083을 개조하여 전장 없이 AE100형과 동계의 SU 민덴식 공기 스프링 대차인 스미토모 금속 공업 FS543A을 별도 신제하는 장착.

조성 변경후의 편성은 다음과 같다. 덧붙여 AE28·AE38·AE48·AE58은 팬터그래프를 철거했다.
| ←나리타 공항게이세이 우에노→ |      |      |      |      |      |      |      |
| AE1                          | AE2  | AE3  | AE28 | AE23 | AE8  | AE9  | AE10 |
| AE11                         | AE12 | AE13 | AE38 | AE33 | AE18 | AE19 | AE20 |
| AE41                         | AE42 | AE43 | AE48 | AE49 | AE22 | AE29 | AE50 |
| AE51                         | AE52 | AE53 | AE58 | AE59 | AE32 | AE39 | AE60 |
| AE61                         | AE62 | AE63 | AE64 | AE65 | AE68 | AE69 | AE70 |

덧붙여 이 조성 변경으로 잉여가 된 AE21·AE30의 2량은 1990년 6월 26일 제적, 해체 처분되었다.

### AE100형 증비에 따른 운용 이탈
AE100형은 1991년도 이후도 순차적으로 신생산되면서 1993년 여름까지 AE형은 운용 이탈되었다.
1991년도에는 여름의 공항 수송 성수기 이전 AE100형 제3·제4편성을 신제했다. 그 해 7월에 본 형식 제1편성, 10월에 제6편성이 운용 이탈했다. 이 시점에서 '스카이라이너'는 절반 이상이 AE100형으로 바뀌었다. 덧붙여 운용 이탈한 각 편성은 히가시나리타 역(옛 나리타 공항역)의 '스카이라이너' 발착 홈에 일단 유치된 뒤 소고 차량기지로 이동하고 있다.
1992년도에는 여름의 공항 수송 성수기 이전 AE100형 제5 제6편성을 신제했다. 그 해 7월 말 본 형식 제2편성· 제5편성이 각각 운용 이탈했다. 이 시점에서 본 형식은 제7편성 1개만 남아있었으며 종일 AE100형으로만 운용이 가능해졌다. 본 형식 제7편성은 예비차 취급으로 AE100형 중 1편성이 검사 등으로 종일 입고되었을 때 대체 운용에 들어가는 경우가 많았다. 1993년 3월 말부터 4월 하순에 걸쳐 AE100형 제4편성이 중요부 검사에 들어갔을 때는 거의 매일 운용에 들어가 있다가 이 편성의 출전 직후에는 다시 예비차 취급이 되었다.

### 3400형으로의 개조
운용 이탈한 AE형 회로를 유용하여 1993년 통근형 차량 3400형이 등장했다. 서류상으로는 '3400형으로 개번에 개조'로 구분되었기 때문에, AE형의 폐차는 아니며 차체는 AE61을 제외하고 해체되었다. 상세는 '게이세이 3400형 전동차'을 참조.

## 같이 보기
- 나리타 익스프레스

## 참고 자료
- 《철도 픽토리얼 임시 증간호》 (전기차 연구회) (486). 1987년 10월. 다음 글자 무시됨: ‘和書’ (도움말); |제목=이(가) 없거나 비었음 (도움말)
- 《철도 픽토리얼 임시 증간호》 (전기차 연구회) (632). 1997년 1월. 다음 글자 무시됨: ‘和書’ (도움말); |제목=이(가) 없거나 비었음 (도움말)
- 《철도 픽토리얼 임시 증간호》 (전기차 연구회) (787). 2007년 3월. 다음 글자 무시됨: ‘和書’ (도움말); |제목=이(가) 없거나 비었음 (도움말)
- 게이세이 전철(주) 차량부 계획과 과장 보좌 다나카 료지 (2009년 8월). “게이세이 전철 AE형”. 《철도 저널》 (철도 저널사) (514): 90 –95. 다음 글자 무시됨: ‘和書’ (도움말);

### 내용주
1. ↑  게이세이 전철 본선에는 후나바시이나 다이진구시타처럼 역의 홈 자체가 본선의 커브상에 설치된 경우가 적지 않아 공항 특급에 최적인 캔트를 설정한 경우 여기에 정차하는 공항 특급 이외의 열차 승객이 전도될 수 있었다. 그리하여 그런 역에서는 공항 특급 측의 승차감을 희생하여 칸트를 낮게 설정하고 있다.
2. ↑  근처 역인 게이세이 나리타를 공항 특급이 그냥 지나칠 계획임을 통보 받은 당시 나리타 산 신죠지 간부는 "옛날 같으면(게이세이 전철) 사장을 소환, 한따까리 하는 일"과 분노, 게이세이 본사에 몇번 걸음을 옮겨 공항 특급의 게이세이 나리타 정차를 요청했다고 한다. 그러나 신공항 개항을 앞둔 이 시기 게이세이 전철 본사의 공항 특급 운행 방침은 흔들리지 않았다고 한다. 그러나 승차율의 불편함 등 개항 이후 방침 개편을 통해 신도쿄 국제공항 개항 이후인 1979년 9월 1일의 다이아 개정으로 공항 특급이 게이세이 나리타에 정차하고 있다.
3. ↑  후에 계획 자체가 백지화되었다.
4. ↑  1978년 개항 때는 히가시간토 자동차도 이치카와 JTC-미야노기 JTC간 및 수도 고속도로 완간선은 미개통(1982년 4월 개통).
5. ↑  제어차에 답면 청소 작용이 없는 디스크 제동을 채용한 결과, 신호 등의 궤도회로 접촉이 불안정해진 문제가 발생했다. 그러므로 본 형식의 기기 유용에 의한 갱신 차량인 3400형이 이 FS083의 제동이 편압식 유닛 제동으로 변경된 FS083A이다.
6. ↑  '공항 특급'의 표시를 게시하고 유치되고 있었지만 이쪽은 사용될 것 없이 끝났다. 후에 '스카이라이너'도 표시하게 된다.
7. ↑  제3편성은 닛폰 차량제조였기 때문에 2대째 AE29에는 닛폰 차량제조와 도큐 차량 제조 2장의 제조 명판이 부착되었다.

### 참조주
1. ↑  『철도 픽토리얼』 통권 514호 p.90
2. ↑  『철도 픽토리얼』 통권 486호 p.88
3. 1 2 3 4 5 6 7 8  『鉄道面白事典』 p.101
4. ↑  『철도 팬』(교우사) 1978년 2월호.
5. ↑  『鉄道面白事典』 pp.101-102
6. ↑  『鉄道面白事典』 p.102